# Obserwatorium Astronomiczne w Olsztynie

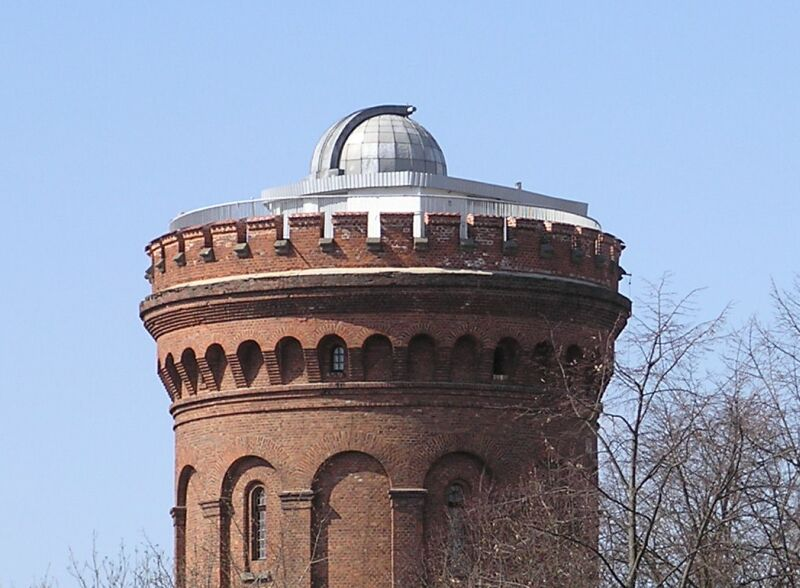
Kopuła obserwatorium

Obserwatorium Astronomiczne w Olsztynie znajduje się w zaadaptowanej wieży ciśnień, zbudowanej w 1897 na wzgórzu Świętego Andrzeja, najwyższym (143 m n.p.m.) wzniesieniu dawnego Olsztyna. Obserwatorium Astronomiczne otwarto 13 października 1979. Przy bezchmurnym niebie w Obserwatorium Astronomicznym prowadzone są pokazy nieba. Ponadto z tarasu można obejrzeć panoramę Olsztyna.

## Pracownie w obserwatorium

### Taras
W Obserwatorium znajdują się teleskopy Zeissa:
2 reflektory 150/2250, 2 refraktory 63/840 oraz refraktory 100/1000 i 80/1200.
Do wykonywania zdjęć ciał niebieskich używane są astrokamery 60/270 i 56/250

### Kopuła
- Główny teleskop to Coude Refraktor (obiektyw soczewkowy) o średnicy 150 mm i ogniskowej 2250 mm co teoretycznie daje możliwość obserwowania obiektów do 13 wielkości gwiazdowej. W praktyce ze względu na usytuowanie obserwatorium w mieście graniczną wielkością jest 10 magnitudo.  Do teleskopu zamocowane są dwie astrokamery o średnicy 60 mm i ogniskowej 270 mm.
- Dodatkowo do dyspozycji odwiedzających jest teleskop Meade LX 200. Jest to teleskop zwierciadlany o optyce Schmidta-Cassegraina, średnicy obiektywu 8,25 cala (ok. 21 cm) i efektywnej ogniskowej 132 cm. Jego światłosiła wynosi 1:6,3, nadaje się więc wyśmienicie do obserwacji obiektów rozciągłych, takich jak Księżyc, planety, komety, mgławice, gromady gwiazd i galaktyki.

### Pracownia służby czasu
W pracowni jest zegar radiowy odbierający sygnały czasu słonecznego. Czas gwiazdowy wskazuje zegar wahadłowy Shortta (najdokładniejszy zegar wahadłowy, zbudowany ręką człowieka). Są tu również chronometry morskie oraz chronograf.

### Pracownia promieniowania kosmicznego
W pracowni są liczniki Geigera-Müllera oraz detektor Conversiego służący do rejestracji cząstek promieniowania o energii około 1 GeV.
- Teleskop promieniowania kosmicznego
- Licznik scyntylacyjny

### Pracownia analizy widmowej
Zobacz: Analiza widmowa